# Primera Liga de Croacia 1997-98
La Prva HNL 1997-98 fue la séptima temporada de la Primera División de Croacia. El campeón fue el club Croacia Zagreb que consiguió su tercer título consecutivo y cuarto en total.
Para esta temporada el número de clubes se vio reducido de dieciséis a doce, el torneo se disputa en una primera fase con partidos de ida y regreso para un total de 22 partidos. Posteriormente se jugó una ronda de playoffs con los seis primeros en disputa del campeón de la temporada y clasificación a copas internacionales y con los seis restantes para determinar un equipo descendido a la 2. HNL.
los seis equipos descendidos la campaña anterior Segesta Sisak, Marsonia Slavonski Brod, Cibalia Vinkovci, Orijent Rijeka, Istra Pula e Inter Zaprešić, fueron sustituidos para esta temporada por dos equipos de la 2. HNL el NK Samobor y el Slaven Belupo Koprivnica.

## Tabla de posiciones

### Primera fase
|  |     | Equipo               | PJ | PG | PE | PP | GF | GC | DG  | PTS |
|  | --- | -------------------- | -- | -- | -- | -- | -- | -- | --- | --- |
|  | 1.  | Croacia Zagreb       | 22 | 15 | 4  | 3  | 46 | 18 | +28 | 49  |
|  | 2.  | Hajduk Split         | 22 | 13 | 4  | 5  | 36 | 20 | +16 | 43  |
|  | 3.  | NK Zagreb            | 22 | 12 | 5  | 5  | 35 | 23 | +12 | 41  |
|  | 4.  | Hrvatski Dragovoljac | 22 | 10 | 6  | 6  | 31 | 18 | +13 | 36  |
|  | 5.  | NK Osijek            | 22 | 9  | 5  | 8  | 29 | 26 | +3  | 32  |
|  | 6.  | NK Zadar             | 22 | 8  | 4  | 10 | 25 | 24 | +1  | 28  |
|  | 7.  | HNK Rijeka           | 22 | 5  | 11 | 6  | 20 | 24 | -4  | 26  |
|  | 8.  | Varteks Varaždin     | 22 | 6  | 6  | 10 | 24 | 32 | -8  | 24  |
|  | 9.  | Mladost Suhopolje    | 22 | 6  | 5  | 11 | 17 | 24 | -7  | 23  |
|  | 10. | Slaven Belupo (A)    | 22 | 6  | 5  | 11 | 20 | 43 | -23 | 23  |
|  | 11. | NK Samobor (A)       | 22 | 6  | 4  | 12 | 23 | 35 | -12 | 22  |
|  | 12. | HNK Šibenik          | 22 | 4  | 5  | 13 | 19 | 38 | -19 | 17  |

|  | Grupo campeonato |
|  | Grupo descenso   |

### Grupo Campeonato
|  |    | Equipo               | PJ | PG | PE | PP | GF | GC | DG  | PTS |
|  | -- | -------------------- | -- | -- | -- | -- | -- | -- | --- | --- |
|  | 1. | Croacia Zagreb       | 10 | 7  | 3  | 0  | 28 | 10 | +18 | 49  |
|  | 2. | Hajduk Split         | 10 | 4  | 2  | 4  | 17 | 16 | +1  | 36  |
|  | 3. | NK Osijek            | 10 | 5  | 1  | 4  | 13 | 12 | +1  | 32  |
|  | 4. | Hrvatski Dragovoljac | 10 | 4  | 2  | 4  | 7  | 12 | -5  | 32  |
|  | 5. | NK Zagreb            | 10 | 2  | 3  | 5  | 16 | 16 | 0   | 30  |
|  | 6. | NK Zadar             | 10 | 2  | 1  | 7  | 11 | 26 | -15 | 21  |

### Grupo Descenso
|  |     | Equipo            | PJ | PG | PE | PP | GF | GC | DG | PTS |
|  | --- | ----------------- | -- | -- | -- | -- | -- | -- | -- | --- |
|  | 7.  | HNK Rijeka        | 10 | 4  | 3  | 3  | 16 | 13 | +3 | 28  |
|  | 8.  | Slaven Belupo (A) | 10 | 5  | 0  | 5  | 11 | 13 | -2 | 27  |
|  | 9.  | HNK Šibenik       | 10 | 5  | 3  | 2  | 16 | 7  | +9 | 27  |
|  | 10. | Varteks Varaždin  | 10 | 4  | 2  | 4  | 10 | 12 | -2 | 26  |
|  | 11. | Mladost Suhopolje | 10 | 4  | 1  | 5  | 13 | 11 | +2 | 25  |
|  | 12. | NK Samobor (A)    | 10 | 3  | 1  | 6  | 11 | 20 | -9 | 21  |

- (A) : Ascendido la temporada anterior.

|  | Campeón y clasificado a la Liga de Campeones de la UEFA 1998-99. |
|  | Clasificado a la Copa de la UEFA 1998-99.                        |
|  | Playoffs de promoción-descenso.                                  |
|  | Descendido a la Druga HNL 1998-99.                               |

### Promoción
El NK Mladost Suhopolje venció a Segesta Sisak segundo clasificado de la 2. HNL y conserva su lugar en la máxima categoría.
| 7 de junio de 1998 | Mladost Suhopolje | 2:1 | HNK Segesta Sisak |  |  |

## Máximos Goleadores
| Jugador       | Club      | Goles |
| ------------- | --------- | ----- |
| Mate Baturina | NK Zagreb | 18    |